# NGC 6311
NGC 6311 este o galaxie eliptică situată în constelația Hercule. A fost descoperită în 30 iunie 1876 de către Édouard Stephan⁠(d).